# Kohguilouyeh-et-Bouyer-Ahmad
Le Kohguilouyeh-et-Bouyer-Ahmad (en persan : کهگیلویه و بویراحمد / Kohgiluye va Buyer-Ahmad) est une des 31 provinces d'Iran. Elle est située dans le sud-ouest du pays. Sa capitale est Yassoudj.
La province a une surface de 15563 km², et en 1996 sa population était estimée à 544000 habitants.

## Histoire, culture, et géographie

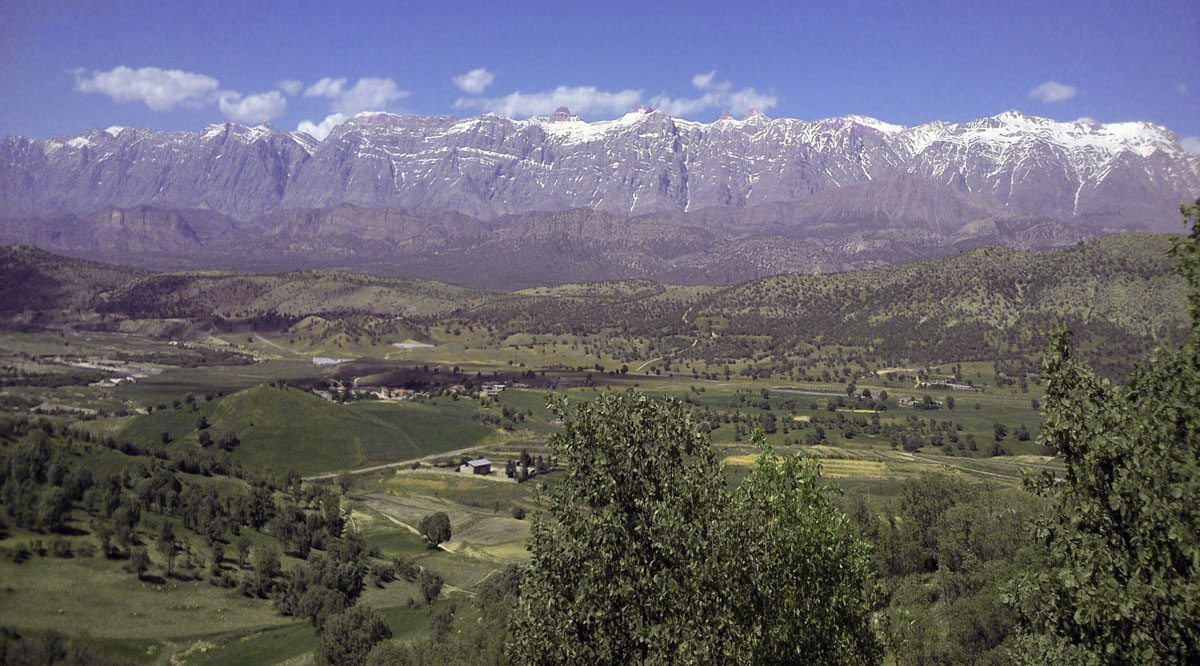
Mont Dena

La province faisait autrefois partie de la province du Fars et, (jusqu'au 23 juin 1963) du Khouzestan. La séparation a été due à des émeutes qui ont eu lieu le 13 juillet 1963. C'est finalement en mars 1974 que Kohkiluyeh Va Boyer Ahmad a été transformé en province.

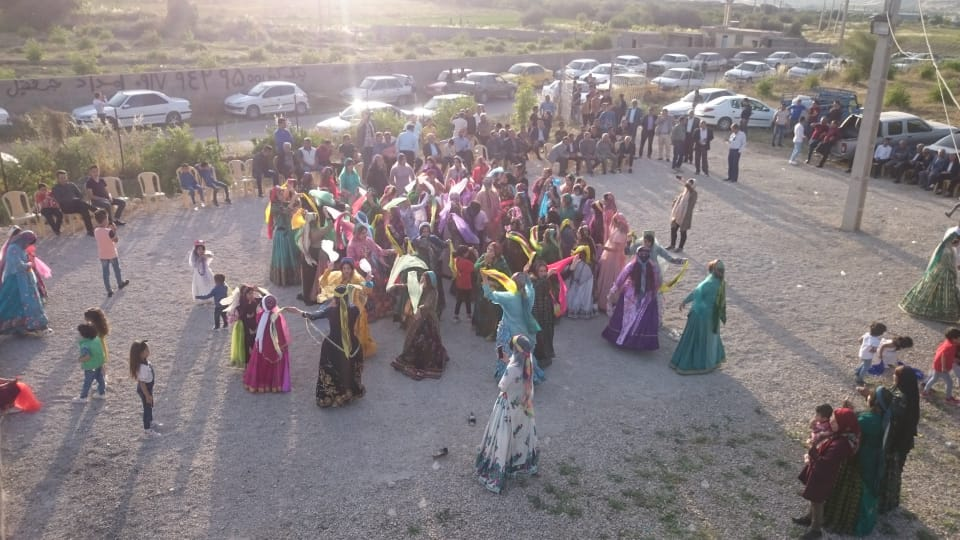
Danse du mouchoir des Lors du Sud à Dehdasht

La province a 132 sites historiques d'importance culturelle enregistrés.
La province est principalement montagneuse, faisant partie de la chaîne des Zagros. Le point culminant est le Mont Dena qui a une altitude de 4409 mètres.

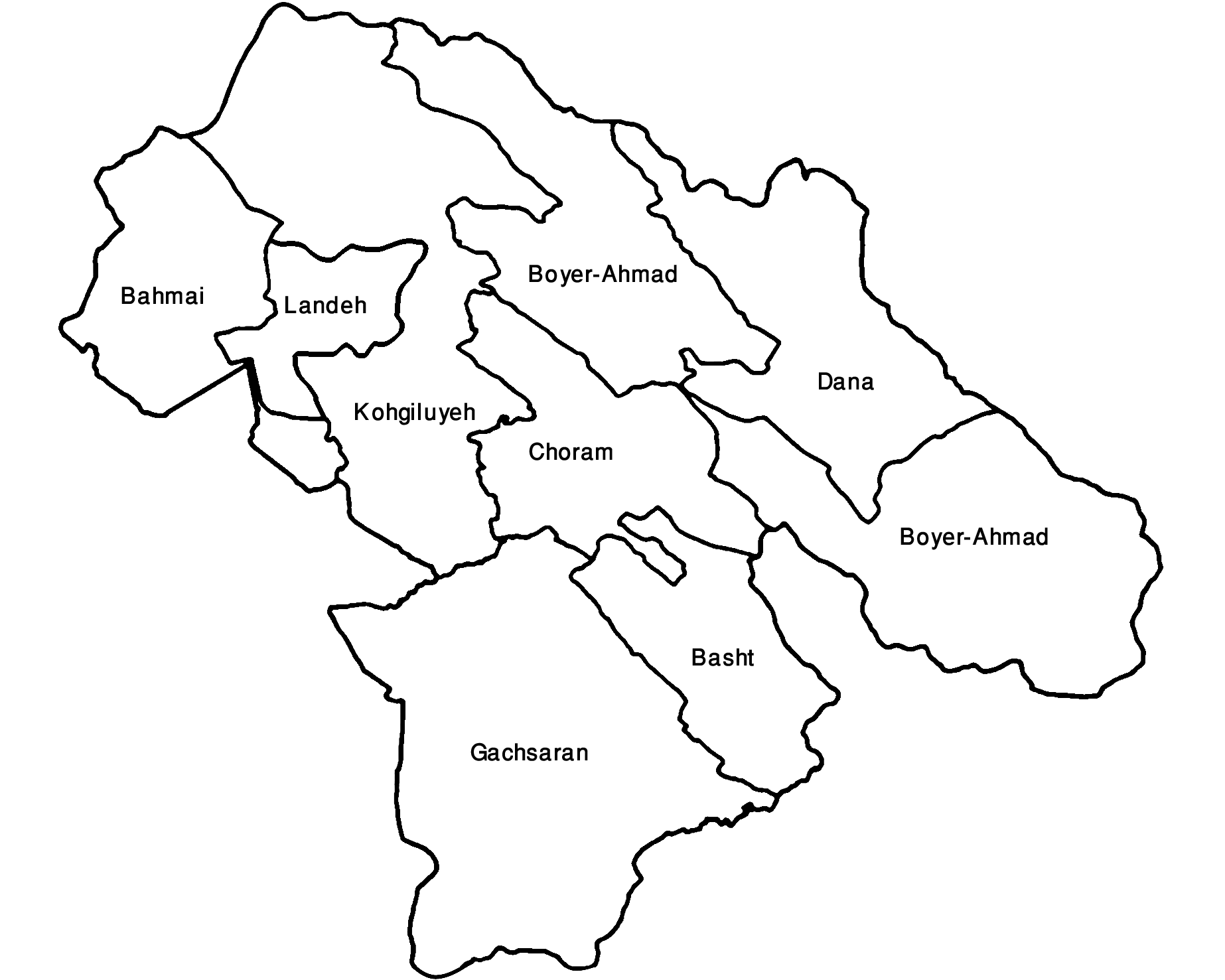
Comtés de Kohguilouyeh-et-Bouyer-Ahmad.

## Universités
1. Université de Yasuj
2. Université islamique de Gachsaran
3. Université des sciences médicales de Yasuj